# رشيد (مركز)
مركز رشيد، مركز إداري مصري. يقع في شمال شرق محافظة البحيرة الواقعة أقصى شمال جمهورية مصر العربية. مدينة رشيد عاصمة المركز.